# Aaptolasma americana
Aaptolasma americana är en kräftdjursart som först beskrevs av Henry Augustus Pilsbry 1916.  Aaptolasma americana ingår i släktet Aaptolasma och familjen Bathylasmatidae. Inga underarter finns listade i Catalogue of Life.